# Дадашев, Михаил Борисович
Михаил Борисович Дадашев (29 декабря 1936, Дербент) — советский, российский и дагестанский  писатель. В 2016 году, указом Главы Дагестана Михаилу Дадашеву присвоено почетное звание «Народный писатель Республики Дагестан», член Союза писателей России. Лауреат Державинской премии (2015). В 2014 году, Московской городской организацией Союза писателей России он награжден дипломом имени М. Ю. Лермонтова «Недаром помнит вся Россия» с вручением медали «М.Ю. Лермонтов. 1814-1841».

## Биография
Михаил Дадашев родился в городе Дербенте, Дагестанской АССР в горско-еврейской семье.
В школьные годы  Михаил Дадашев написал первую художественную прозу на русском языке. В период службы в военно-морском флоте Михаил Дадашев  сотрудничал  с ленинградскими газетами.
После окончания экономического факультета МГУ им. Ломоносова Михаил Дадашев работал в Дербенте заведующим отделом сельского хозяйства и промышленности в редакциях газет «За коммунистический труд», в г. Избербаше и «Знамя коммунизма», в г. Дербенте. Позднее был первым секретарем Дербентского райкома комсомола. В течение 20 лет возглавлял райфинотдел, затем работал в налоговой службе.
С 2002 года и до выхода на пенсию работал в Москве в центральном аппарате Федеральной налоговой службы Российской Федерации.
Михаил Дадашев награжден почетными грамотами Министерства финансов СССР, Российской Федерации и Республики Дагестан. 
Член Союза писателей СССР с 1980 года.
Автор нескольких книг, среди которых:
- 2020 год, собрание сочинений в 5 томах. В собрание сочинений вошли романы «Братья», «Заморозки», «Лежачее дерево», «Маковый след», повести «В плену Апаты», «Судьба», рассказы и притчи.[5]
- 2013 год, «И от смеха иногда болит сердце», притчи. В 2015 году, за эту книгу Михаил Дадашев был удостоен Державинской премии.[2]
- 2011 год, «Заморозки», роман
- 2008 год, «В плену у Апаты», повесть
- 2008 год, «Лежачее дерево», роман
- 2006 год, «Русско-татский (горско-еврейский) словарь»[2]
- 2002 год, «Маковый след», исторический роман об уничтожении еврейского села Аба-Сава — столицы небольшого полунезависимого горско-еврейского «государства» в Дагестане, существовавшего с 1630-х годов до примерно 1800 года.[2]
- 2000 год, «Полонез любви», рассказы и пьесы
- 2000 год, «Судьба», избранные издания
- 1995 год, «Суета сует», притчи.[2]

Михаил Дадашев написал автобиографический роман «Корни», а также повести на горско-еврейском языке:
- 1983 год, «Судьба» (гор.-евр. «Гьисмет»), повесть
- 1980 год, «Братья» (гор.-евр. «Бироргьо»), роман
- 1977 год, «Исповедь»  (гор.-евр. «Тубономе»), сборник сатирических рассказов
- 1972 год, «Святой муж». (гор.-евр. «Хьэлоле мерд»), сборник юмористических рассказов
- «Высохший колодец» (гор.-евр. «Хуьшг бире чол»)
- «Кран» (гор.-евр. «Билогъ»)
- «Ложная традиция» (гор.-евр. «Дургуне гIэдот»), пьеса.
- «Мужчина и мальчик» (гор.-евр. «Мерд не куклэ»)

В 2018 году он был удостоен медали «За заслуги перед Дербентом».
После многих лет работы в Дербентском районе, Михаил Дадашев переехал жить в Москву.

## Награды и титулы
- Медаль «За заслуги перед Дербентом» (2018)
- Народный писатель Республики Дагестан (2016)
- Лауреат Державинской премии (2015)
- Диплом имени Лермонтова «Недаром помнит вся Россия» с вручением медали «М.Ю.Лермонтов.1814-1841» (2014)
- Лауреат международной литературной премии имени Н.А. Некрасова